# Apalocnemis maura
Apalocnemis maura är en tvåvingeart som beskrevs av Collin 1933. Apalocnemis maura ingår i släktet Apalocnemis och familjen Brachystomatidae. Inga underarter finns listade i Catalogue of Life.